# Petelo Vikena
Pételo Vikena (1943 o 1944) es un rey de la isla de Futuna. Ha servido al ejército francés y fue funcionario estatal durante muchos años en Francia y en el ayuntamiento de Nouméa (Nueva Caledonia). Fue coronado rey de Alo el 6 de noviembre de 2008 después de que su antecesor Soane Patita Maituku fuera destituido por los clanes tradicionales, pero era cuestionado tanto dentro como fuera de su clan, así como por sus tres ministros tradicionales, porque a los ojos de varios líderes de los clanes su coronación no fue el resultado del consenso entre las prefecturas y los clanes reales, sino una decisión unilateral del consejo de jefes. El 22 de enero de 2010 abdicó.